# Madrid-codex
De Madrid-codex ( ook wel de  Codex Tro-Cortesianus) is een van de bewaard gebleven  codices uit de Mayacultuur. Spaanse bronnen uit de eerste helft van de zestiende eeuw maken duidelijk, dat er in die periode nog steeds codices gemaakt werden. Spaanse geestelijken vernietigden vanaf de tweede helft van die eeuw aanzienlijke aantallen codices. Met name Diego de Landa heeft hierin een zeer actieve rol gespeeld. 
Er zijn dan ook slechts drie of vier codices bewaard gebleven. De andere zijn de Dresden-codex en de Parijs-codex. Ten aanzien van een vierde codex, de Grolier-codex, is er bij een deel van het vakgebied twijfel aan de authenticiteit. Een Mayacodex is geschilderd op papier, gemaakt van de bast van een vijgenboom (amatl). Dit werd voorzien van een waslaag en daarna werd het geschilderd met gliefen en tekeningen.
De Madrid-codex is de langste van de bewaard gebleven codices. Het bestaat uit 56 vellen die aan beide zijden zijn geschilderd.
De codex werd in de negentiende eeuw in Spanje ontdekt. Het is onbekend hoe en wanneer het manuscript in Spanje is terechtgekomen. Het werd ook in twee afzonderlijke delen  herontdekt. Het eerste deel dat oorspronkelijk de naam de Troano-codex kreeg werd in 1866 ontdekt. Het jaar daarna werd een tweede deel te koop aangeboden. Dat deel kreeg de naam Codex Cortesianus. Het duurde tot in de jaren 80 van die eeuw dat Leon de Rosny ontdekte dat beide documenten deel waren van de zelfde codex. Die codex werd benoemd als de Madrid-codex en is nu in het bezit van het Museo de América in Madrid. 

## Inhoud
Net als de andere bewaard gebleven codices dateert de Madrid-codex uit de postklassieke periode (900- 1450) van de Mayacultuur. Een exactere datering gaat uit van circa 1400. De inhoud bestaat vooral uit ongeveer 250 almanakken en horoscopen die de Mayapriesters in staat moesten stellen ceremoniële en rituele taken uit te voeren. Het handelt dan bijvoorbeeld om activiteiten als verzoeken om regen die verbonden waren met de godheid Chaac, andere activiteiten op agrarisch gebied, ceremoniën om het eind van een jaar dan wel het begin van een nieuw jaar te gedenken, jacht op met name herten, het maken (uit hout) van godsbeelden, weven, houden van bijen en het offeren van gevangenen. Een aantal almanakken bevat enige astronomische informatie zoals over de kortste dag, langste dag,  zons- en maansverduisteringen en de lente-equinox en herfstequinox.

## Vertalingen
De eerste poging tot een vertaling van de codex werd gedaan door de Franse priester en schrijver Charles Étienne Brasseur de Bourbourg. Hij had veel door Midden- en Zuid-Amerika gereisd en had over etnografische aspecten van Meso-Amerika gepubliceerd. Brasseur de Bourbourg  was hevig geïnteresseerd in spiritisme en overtuigd aanhanger van theorieën over Atlantis. Volgens hem hadden de culturen van de Nieuwe en Oude Wereld voortdurend met elkaar in verbinding gestaan. Atlantis zou de Oude en Nieuwe Wereld hebben verbonden. Volgens Brasseur de Bourbourg was de Mayabeschaving een vervolg van de cultuur van Atlantis. 
In 1866 kreeg hij de gelegenheid om in Madrid een codex te onderzoeken die in het bezit was van Juan de Tro y Ortolano, een hoogleraar paleografie. Brasseur de Bourbourg herkende het als een Maya-geschrift, zoals hij er tijdens zijn reizen wel meer had gezien. Om de hoogleraar te eren noemde hij het geschrift de Troano Codex. Enige jaren daarvoor had Brasseur de Bourbourg een aantal aantekeningen gevonden van Diego de Landa. In die aantekeningen had de Landa de gliefen van het Maya-schrift laten corresponderen met de letters van het Spaanse alfabet. Op basis van die aantekeningen vertaalde Brasseur de Bourbourg de codex. Het Maya-schrift is echter een logosyllabisch schriftsysteem en opgebouwd op basis van gliefen die een lettergreep of een heel woord kunnen uitdrukken. 
Het resultaat was dan ook een volstrekt foutieve en onbruikbare vertaling. Een van de talloze fouten was zijn conclusie dat in de codex geschreven werd over een continent Mu dat door een catastrofe was vernietigd. Brasseur de Bourbourg concludeerde hierop dan ook dat Mu en Atlantis hetzelfde land waren, maar dat Mu daarvan de correcte naam was. Later zouden pseudo-wetenschappers als Augustus Le Plongeon en James Churchward volstrekt fictieve vertalingen produceren van delen van de codex die geheel op hun eigen fantasie berustten.

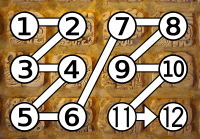
De leesrichting

Feitelijk kon tot aan het midden van de 20e eeuw alleen de Mayacijfers en delen van de Mayakalender accuraat vertaald worden. Pas daarna ontstond op het vakgebied consensus over een aantal essenties van het Maya schriftsysteem. De Maya gliefen zijn een combinatie van logogrammen (symbolen, tekens die een woord uitdrukken) en syllabogrammen (symbolen, tekens die een klank of een lettergreep uitdrukken). Ieder woord kan geschreven als zowel een enkel logogram, maar ook als een combinatie van syllabogrammen. Zinnen werden geschreven met gebruik van beide typen gliefen. Een Maya tekst werd gelezen van boven naar beneden en van links naar rechts. De gliefen werden meestal genoteerd in paren. De lezer begon aan de linker bovenkant van een pagina, las twee gliefen en ging dan naar beneden naar het volgende paar gliefen. 
Vanaf 1970 werden echter aanzienlijke vorderingen gemaakt. In het derde decennium van de 21e eeuw kon meer dan 90% van de Mayateksten accuraat vertaald worden. 